# Emily Burns
Emily Rachael Burns (24 de julio de 1997, Sherwood Park, Alberta, Canadá) es una futbolista canadiense que juega como portera en el Dijon FCO (filial femenina del club del mismo nombre) de la Division 1 Féminine.

## Biografía
Burns cursó sus estudios secundarios en la Strathcona Christian Academy, de su pueblo natal, Sherwood Park, en Alberta. Tras graduarse ingresó a la Universidad MacEwan, ubicada en Edmonton. Inició su carrera como futbolista en 2015, jugando como portera para el Calgary Foothills WFC, que es la filial femenina del Calgary Foothills Football Club.
En 2016 recibió su primera convocatoria internacional para participar en el Campeonato Mundial de Fútbol Sala Universitario llevado a cabo en Brasil, representando a Canadá. En 2018 participó nuevamente en el Campeonato Mundial de Fútbol Sala Universitario, que se realizó en Kazajistán.
El 16 de julio de 2020, el equipo de la Segunda División Femenina de España, el Club Deportivo Elemental Racing Féminas, la anunció como su nueva incorporación para la temporada 2020-2021. En 2021 fichó por el Saint-Étienne, de la Division 1 Féminine, la primera división femenina de Francia, el equipo tuvo una mala temporada y descendió a la segunda división, sin embargo, Burns fue fichada por el Dijon FCO en julio de 2022, por lo que siguió jugando en primera división.

## Clubes
| Club                  | País    | Año           |
| --------------------- | ------- | ------------- |
| Calgary Foothills WFC | Canadá  | 2015-2020     |
| CDE Racing Féminas    | España  | 2020-2021     |
| Saint-Étienne         | Francia | 2021-2022     |
| Dijon FCO             | Francia | 2022-Presente |

## Palmarés

### Palmarés individual
| Año  | Premio                                       | Resultado |
| ---- | -------------------------------------------- | --------- |
| 2016 | Top 3 estrellas del Oeste de Canadá          | Ganadora  |
| 2016 | Jugadora de los Grifos más destacada del año | Ganadora  |
| 2017 | Top 3 estrellas de MacEwan                   | Ganadora  |
| 2017 | Top 3 estrellas del Oeste de Canadá          | Ganadora  |
| 2017 | Portera del año de la Conferencia Occidental | Ganadora  |

## Trayectoria internacional
Participación en campeonatos:
| Año  | Campeonato                                      | Sede       | Resultado |
| ---- | ----------------------------------------------- | ---------- | --------- |
| 2016 | Campeonato Mundial de Fútbol Sala Universitario | Brasil     | 4° lugar  |
| 2018 | Campeonato Mundial de Fútbol Sala Universitario | Kazajistán | 6° lugar  |